# Brazoria enquistii
Brazoria enquistii är en kransblommig växtart som beskrevs av M.W. Turner. Brazoria enquistii ingår i släktet Brazoria och familjen kransblommiga växter. Inga underarter finns listade i Catalogue of Life.